# Tetum (lud)
Tetum (Tetun, Tettun, Tetu, Teto), także Belu (Belo) – grupa etniczna z centralnej części wyspy Timor, rozdzielonej na dwa kraje: Timor Wschodni i Indonezję. Populacja Tetum wynosi ok. 650 tys. osób. W Timorze Zachodnim zamieszkują przede wszystkim kabupaten Belu. Ich mową ojczystą jest język tetum (tetun) z rodziny austronezyjskiej.
Część z nich wyznaje islam sunnicki, inni to zaś chrześcijanie (najczęściej katolicy); pewną rolę odgrywają też wierzenia tradycyjne. Są zróżnicowani pod względem kulturowym, dzielą się na szereg podgrup (według różnych klasyfikacji: wschodnia, południowa i północna albo wschodnia i zachodnia). „Tetum” to właściwie nazwa miejscowego języka. W zależności od regionu podgrupy Tetum określają się różnymi nazwami, w tym Tetum i Fehan; przez ludność Atoni są nazywani Belu (z jęz. tetum „przyjaciel”). Forma Tetum pochodzi z języka portugalskiego (oryg. Tetun, Tettun, Tetu, Teto).
Przodkowie ludności Tetum osiedlili się na wyspie w XIV–XV w. Wymieszali się z miejscową ludnością, po części ją wypierając. Tworzyli wczesne państwa z zaczątkami systemu klasowego.
Zajmują się ręczną uprawą roli (ryż, kukurydza, sorgo, pszenica, rośliny strączkowe, różne warzywa i owoce) oraz hodowlą zwierząt (trzoda chlewna, bawoły, drób, kozy). Inne zajęcia to zbieractwo, eksploatacja lasów, rybołówstwo, rzemiosło (kowalstwo, tkactwo, plecionkarstwo, wytwarzanie ręcznej ceramiki). Mają rozwinięty folklor muzyczny i taneczny.
Utrzymuje się społeczność wiejska i podział na niewielkie rodziny. Struktura społeczna u grup zachodnich opiera się na matrylinearnym systemie pokrewieństwa, u grup wschodnich dominuje zaś system patrylinearny.